# Denninho Silva
Denninho Silva (João Pessoa), é um político brasileiro, filiado ao PODE. Nas eleições de 2022, foi eleito deputado estadual pelo ES.